# Yoshikatsu Hiraga
Yoshikatsu Hiraga (japanisch 平賀 能捷 Hiraga Yoshikatsu; * 8. Oktober 1997 in der Präfektur Osaka) ist ein japanischer Fußballspieler.

## Karriere
Yoshikatsu Hiraga erlernte das Fußballspielen in den Jugendmannschaften vom FC Sayama und dem Kawakami FC, der Schulmannschaft der Hatsushiba Hashimoto High School sowie in der Universitätsmannschaft der Momoyama Gakuin University. Seinen ersten Vertrag unterschrieb er am 1. Januar 2019 bei Albirex Niigata (Singapur). Der Verein, ein Ableger des japanischen Zweitligisten Albirex Niigata, spielte in der ersten singapurischen Liga, der Singapore Premier League. Für Albirex stand er 23-mal in der ersten Liga auf dem Spielfeld. Im Februar 2020 wechselte er zum japanischen Regionalligisten Lagend Shiga FC nach Moriyama. Für Lagend spielte er viermal in der Kansai Soccer League. Tokyo 23 FC, ein Regionalligist, der in der Kantō Soccer League antritt, nahm ihn im Januar 2021 unter Vertrag.